# Anemone shikokiana
Anemone shikokiana là một loài thực vật có hoa trong họ Mao lương. Loài này được (Makino) Makino mô tả khoa học đầu tiên năm 1913.